# 朝天宮
朝天宮（ちょうてんきゅう）は、中華人民共和国江蘇省南京市秦淮区に位置する歴史的建造物。現在は南京市博物館として使用されている。

## 建物
江南地方に現存する明清代の古建築では最大規模である。明代に文武百官がここで朝廷での礼儀を学んだので「朝天宮」と呼ばれる。朝天宮は1957年に江蘇省文物保護単位に指定される。現在は南京市博物館として10万余りの文物を所蔵している。
朝天宮の入口付近は骨董市が開かれており目利きたちが集まっている。

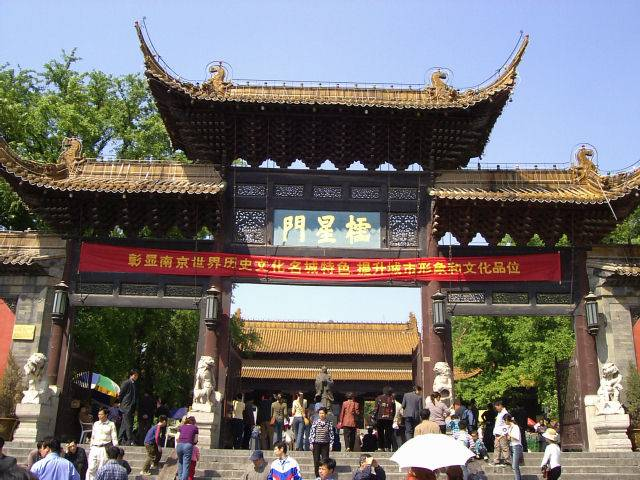
櫺星門
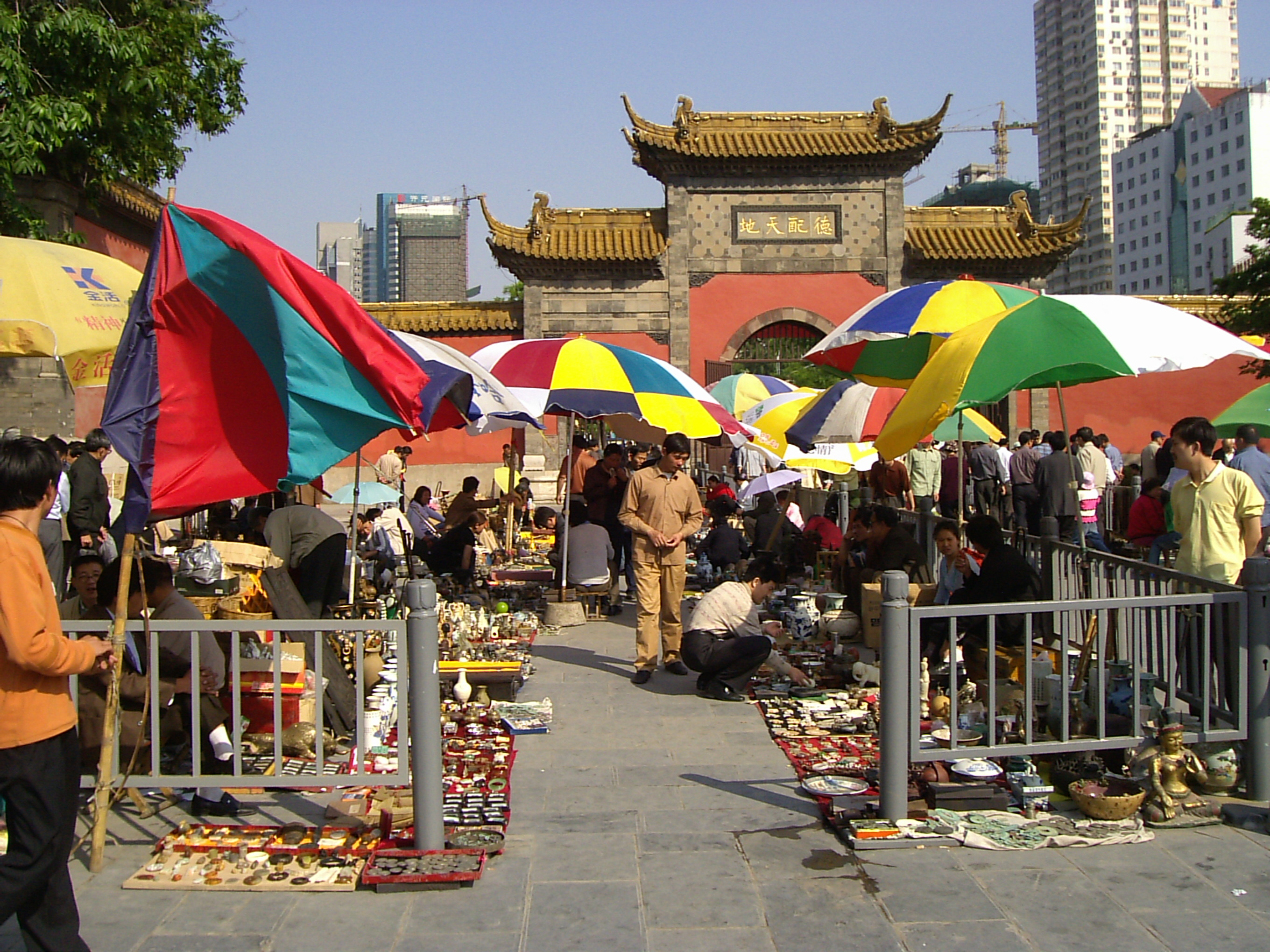
骨董市
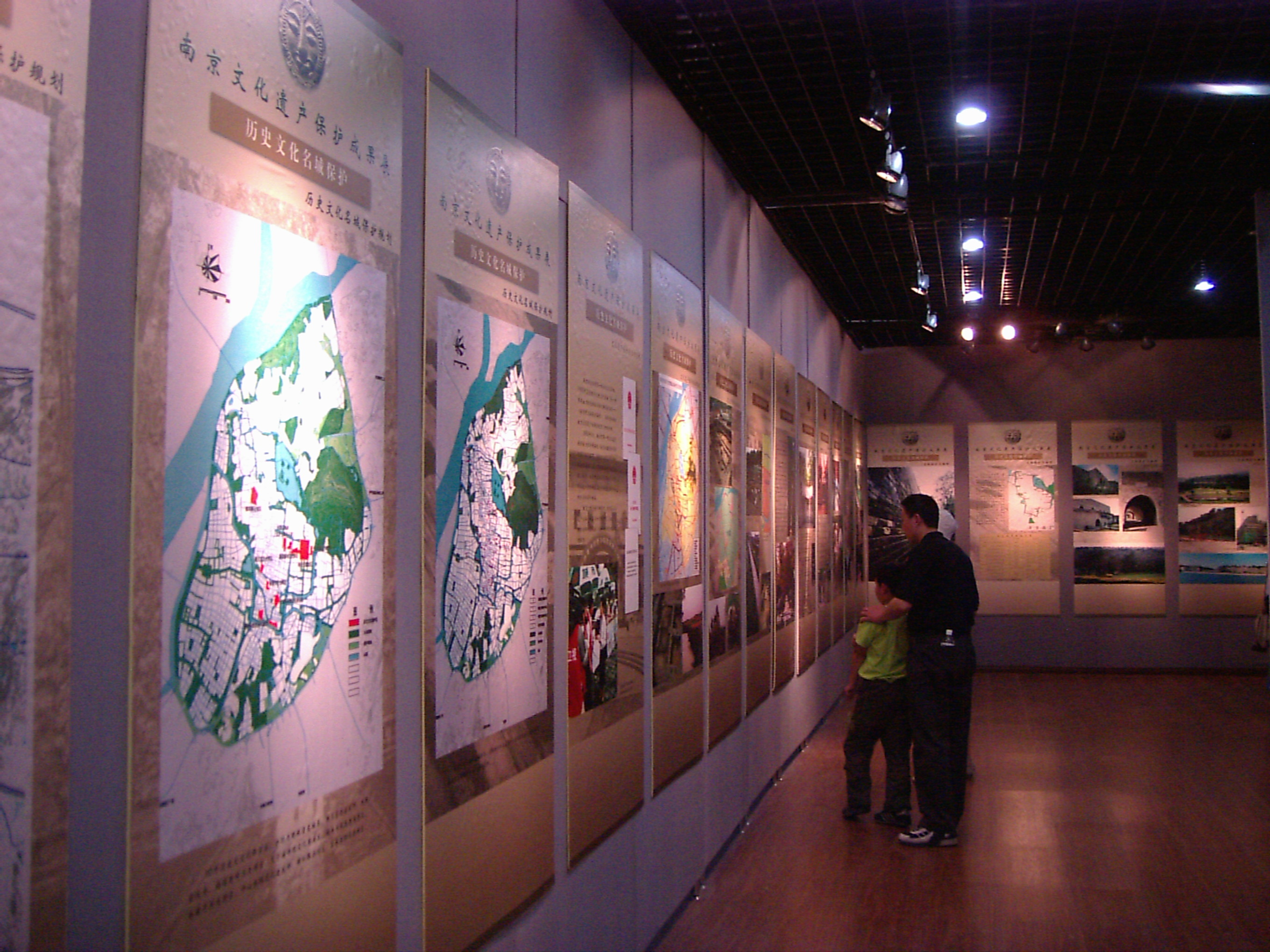
南京市博物館内部

## 所在地
南京市朝天宮4号、郵便番号210004

## 歴史
春秋時代に呉王夫差により治城が築城される。
三国時代には呉の銅鉄器の製造拠点になる。
晋代には治城寺が建立される。
南朝宋の明帝の泰始6年（470年）に総明観が建てられる。総明観とは古代南方で最も早く建てられた社会科学研究機構である。
唐代には太極宮が建てられ、李白・劉禹錫ら詩人たちも訪れている。
宋代に天慶観と改められる。
元代には玄妙観と称され、後に大元興永寿宮と改められる。
明の洪武17年（1384年）に太祖朱元璋が建て直し「朝天宮」の名を下賜する。これにより「朝天宮」の名が定着する。
明末に戦火により一部被害を受ける。
清代に康熙・乾隆年間に規模を拡大する。
太平天国の統治下は火薬製造と貯蔵場所となる。
清の同治5年～9年（1866年～1870年）に両江総督の曽国藩により建て直される。

## 入館料・開館時間
- 30元
- 8:00 - 17:00（16：30に券の販売終了）